# Transzkaukázusi Demokratikus Szövetségi Köztársaság
A Transzkaukázusi Demokratikus Szövetségi Köztársaság, vagy röviden Transzkaukázia egy rövidéletű államszervezet volt a Kaukázus déli részén, mely a mai Grúzia, Örményország, Azerbajdzsán, Hegyi-Karabah, Abházia, Dél-Oszétia és kis részben Törökország és Oroszország területén volt található.

## Története
Az 1917. februári forradalom nyomán az orosz Ideiglenes Kormány felállította a Speciális Transzkaukázusi Bizottságot, amely felügyelte az ekkorra erősen szeparatistává vált területet. Novemberben ez a kormány, élén Nyikolaj Cskeidze mensevikbarát grúz politikussal felállította az első független Transzkaukáziai Kormányt Tbilisziben. A kormány 1918. február 10-én kezdte meg az ország függetlenségének felállítását, melyet huszonnegyedikén kiáltott ki.
Március 3-án aláírták a breszt-litovszki békét, mellyel az ország területi veszteséget szenvedett: Batumit, Karsot és Ardahant, valamint ezek régióját Törökország kaparintotta meg. Ezt Transzkaukázia március 14-én ismerte el a trabzoni békekonferencián. Április 14-én Akaki Cskenkeli aláírta a breszt-litovszki békét, azzal a céllal, hogy az országot megszilárdítsák, valamint hogy nemzetközi elismertségre tegyenek szert.
Ez azonban nem járt sikerrel. Tbilisziben háborút kiáltottak ki, és kezdeti sikerek után Batumi visszafoglalása mellett Erzerumot is elvesztették. Habár újabb béketárgyalások kezdődtek, a törökök igényei vállalhatatlanok voltak: Tbiliszit, Gjumrit és Vagarsapatot követelték. Nem született egyezség, így a harcok folytatódtak.
Május 26-án Grúzia kikiáltotta függetlenségét. Két napra rá hasonlóan cselekedett Örményország és Azerbajdzsán is, ezzel az ország megszűnt létezni.
A vereség és az ország felbomlása betudható volt az ország szervezetlen hadseregének, valamint a fellángoló irredentizmus miatti felelőtlen török elleni támadásnak.
A különböző népek a májusi eseményekig közösen képzelték el jövőjüket, és semmilyen komolyabb ellentét nem volt köztük, ami különösen a mai örmény-azeri kapcsolatok fényében figyelemreméltó.